# 副熱帶 (加利福尼亞州)
亞熱帶（英語：Semitropic）是位於美國加利福尼亞州克恩縣的一個非建制地區。該地的面積和人口皆未知。

## 地理
亞熱帶的座標為35°36′07″N 119°30′30″W / 35.60194°N 119.50833°W，而該地的平均海拔高度為78米（即256英尺）。